# بنية جزيئية حيوية

البنية الجزيئية الحيوية (بالإنجليزية: Biomolecular structure)‏ هي مختلف الأشكال التي تتخذها جزيئات البروتين، الدنا، الرنا أثناء تخليقها وأدائها لوظائفها وتواجدها داخل الخلية. يمكن أن تتراوح هذه البُنى من مقياس عدة ذرات إلى العلاقة بين الوحدات الفرعية البروتينية، وتنقسم إلى أربع مستويات: أولية وثانوية وثالثية ورابعية. سقالة هذه التركيبات المتعددة المقاييس تظهر ابتداء من البنية الثانوية، أين تلعب مختلف الروابط الهيدروجينية دورا رئيسيا في الربط بين وحداتها الأساسية، وينتُج عن ذلك العديد من النطاقات المعروفة الخاصة ببنية البروتين وبنية الحمض النووي، ومن الأمثلة على هذه البنى الثانوية: لولب ألفا وصحيفة بيتا بالنسبة للبروتينات والحلقة الجذعية والانتباج والحلقة الداخلية بالنسبة للأحماض النووية. تم تقديم المصطلحات: بنية أولية، ثانوية، ثالثية، رابعية بواسطة كاج أولريك ليندرستروم لانغ سنة 1951 في محاضراته الطبية بجامعة ستانفورد.